# 大露羅敏
大露羅敏（1983年4月26日—，本名安納托利·瓦列利耶維奇·米哈漢諾夫），俄羅斯布里亞特共和國人，蒙古族出身的前大相撲力士。身高190.5cm、血型O型。最高位置是東幕下43枚目（2011年11月場所）。現在所屬相撲部屋為山響部屋（入門時為北之湖部屋）。
他是歷來最重的相撲力士，在2017年1月31日的健康診斷中達283.8㎏(最高時292)。他也是直到2016年俄羅斯聯邦出身的力士中唯一未有關取經驗的力士。
直到2017年3月的通算成績：351勝349敗7休（102場所）。
在2018年9月場所在贏得最後一場比賽后宣布退役，他對記者說，他向已故的部屋親方北之湖敏滿表示敬意，並說他最令人難忘的比賽是他於2001年9月戰勝了年輕的白鵬翔。他打算回到俄羅斯。

## 外部鏈結
- 大露羅敏的Instagram帳戶